# Bernhard von Bülow
Princ Bernhard Heinrich Karl Martin von Bülow, (3. svibnja, 1849. – 28. listopada 1929.) bio je njemački političar koji je služio kao kancelar njemačkog carstva od 1900. do 1909.

## Obitelj
Rodio se u Klein-Flottbecku, u Holsteinu (sadašnji dio Hamburga). Njegov ujak, veliki Heinrich von Bülow, bio je Pruski veleposlanik u Engleskoj od 1827. do 1840., oženio je kćer Wilhelma von Humboldta. Njegov otac, Bernhard Ernst von Bülow, bio je danski i njemački političar. Njegov brat, general-bojnik Karl Ulrich von Bulow, bio je zapovjednik konjice tijekom Prvog svjetskog rata koji se istaknuo u napadu na Liege u kolovozu 1914.

## Diplomatska karjera
Bernhard von Bülow, nakon službe u Francusko-pruskom ratu, ušao je u prvu Prusku civilnu službu, a nakon toga i u diplomatske vode. Godine 1876. postavljen je za diplomata u njemačkom veleposlanstvu u Parizu, prisustvovao je berlinskom kongresu kao sekretar, te je nakon toga 1880. postavljen kao drugi sekretar veleposlanstva u Parizu. 1884. godine postao je prvi sekretar veleposlanstva u Sankt-Peterburgu. 1887. u oružanom sukobu podržao je etničko čišćenje Poljaka s poljskih teritorija u Njemačkom carstvu. 1888. godine postavljen je za diplomatskog predstavnika u Bukureštu, a 1893. postao je njemački veleposlanik u Rimu. 1897. nakon ostavke Adolfa Marschalla von Biebersteina, bio je postavljen za državnog tajnika ministarstva vanjskih poslova (ista dužnost koju je obnašao i njegov otac) pod Princom Hohenlohom. Kao tajnik ministarstva vanjskih poslova Büllow je bio odgovoran za podržavanje politike o kolonijalnom proširenju (weltpolitik). 1899. donio je uspješan zaključak pregovora kojima su se Karolinski otoci pripojili Njemačkoj. Nakon tog poteza imenovan je grofom. Nakon ostavke princa Hohenloha 1900. izabran je za četvrtog njemačkog kancelara i premijera Pruske.

## Kancelar
Prvi njegov istaknut čin kao kancelara bila je majstorska obrana njemačke imperijalističke politike u Kini pred parlamentom u Reichstagu. Büllow je često sudjelovao u raspravama i branio njemačku vanjsku politku pred parlamentom Reichstagom. 6. lipnja 1905. grof Bülow bio je promaknut u princa (Fürst).
5. travnja 1906. za vrijeme trajanja debate, Princa Büllow je obuzela bolest, to je bio rezultat prekomjernog rada i napada gripe. Büllow je iznesen iz dvorane u nesvjesti. Svi su mislili da će taj napad biti koban, no liječenje je nasreću brzo pomoglo te se je kancelar nakon mjesec dana odmora bio spreman vratiti svojim obavezama. 
1907. tijekom trajanja Harden-Moltke afere, Adolf Brand, osnivač prvog homoseksualnog časopisa (Der Eigene) izdao je članak u kojem je naveo da je kancelar Büllow bio ucjenijavan zbog svoje seksualnosti. Navodno je kancelar poljubio i osramotio Scheefera na sastanku kod Eulenberga, i uz to biti homoseksualac u to doba je bilo nemoralno, čak i zakonski kažnjivo po članku 175 tadašnjeg njemačkog zakona koji nije prihvaćao homoseksualce. U daljnjim parnicama Büllow je bio oslobođen, dok je Brand dobio 18 mjeseci zatvora.
14. srpnja 1909. Bernhard von Büllow je dao ostavku na mjesto kancelara. Nasljedio ga je Theobald von Bethmann Hollweg i time postao peti kancelar Njemačkog Carstva.

## Daljnja karjera
Od 1914. do 1915. Büllow je bio veleposlanik u Italiji. Glavni zadatak mu je bio pridobiti Italiju na stranu Njemačke u Prvom svjetskom ratu, no nije uspio zadržati ni njihovu neutralnost. Italija se 1915. pridružila Antanti londonskim ugovorom. Iako su se mnogi ljudi u Reichstagu nadali da će Büllow uspjeti nakon njegovog neuspjeha bio je prozivan od strane svojih nekadašnjih kolega. Princ von Büllow je umro 28. listopada 1929. nekoliko dana prije Crnog utorka.